# 林登多夫
林登多夫（德語：Lindendorf）是德国勃兰登堡州的市镇，隶属于梅尔基施-奥得兰县。总面积为40.13平方千米，截至2023年12月31日总人口为1,376人。